# Андреева, Ольга Давыдовна
Ольга Давыдовна Андреева (21 июля 1915 — 7 мая 2007) — советская и российская оперная певица (сопрано) и педагог. Заслуженная артистка РСФСР (1971), Народная артистка Казахской ССР (1985), Народная артистка Российской Федерации (2001).

## Биография
Ольга Андреева родилась в Петрограде 21 июля 1915 года (в некоторых источниках приводится дата 16 июня 1919 года). В 1937 году окончила Ленинградскую государственную консерваторию по классу фортепиано, позднее обучалась вокалу. В 1941—1942 годах пела в блокадном Ленинграде перед защитниками Пулковских высот, моряками Балтики, на «Дороге жизни», в госпиталях, на предприятиях города. В 1945 году окончила консерваторию по классу вокала.
С 1944 по 1948 год была солисткой Ленинградского областного театра оперетты, с 1948 по 1951 год — солистка Саратовского государственного театра оперы и балета. В период с 1951 по 1962 год была солисткой Ленинградского театра музыкальной комедии, Ленинградской филармонии, Малого театра оперы и балета.
В 1962 году Андреева обратилась с призывом к советским культурным деятелям оказать помощь в создании самодеятельных коллективов среди освоителей целинных земель. Она создала ансамбль песни и танца «Целинник» из 130 участников, куда вошли представители самых разных профессий: комбайнёры, слесари, штукатуры, телеграфистки и так далее. С 1962 по 1965 год Андреева являлась художественным руководителем ансамбля. Впоследствии ансамблю было присвоено звание «народного».
В 1965—1979 годах Андреева вновь была солисткой Ленинградской филармонии, затем работала солисткой Ленинградского радио и телевидения. Была почётным профессором Санкт-Петербургской консерватории.
Исполняла партии Тоски, Татьяны, Марицы, Сильвы. В её репертуаре также были старинные русские романсы.
Ольга Андреева скончалась 7 мая 2007 года. Похоронена на Большеохтинском кладбище Санкт-Петербурга.

## Награды и звания
- Орден «За заслуги перед Отечеством» IV степени (30 июля 2005) — за большой вклад в развитие отечественной культуры и многолетнюю творческую деятельность[4].
- Народная артистка Российской Федерации (31 мая 2001) — за большие заслуги в области искусства[5].
- Заслуженная артистка РСФСР (1971)[1].
- Народная артистка Казахской ССР (1985)[1].